# AV Marvel
Atletiek Vereniging Marvel is een atletiekvereniging uit Boxtel.

## Historie
De vereniging is opgericht op 18 april 1964 door Bart Looijakkers en telde eind 2017 ruim 300 leden. De club is aangesloten bij de Atletiekunie en ligt in atletiekregio 15, Noord-Oost Brabant. De clubkleuren zijn oranje en wit. De eerste jaren bevond de accommodatie zich op sportpark Esche Heike. In 1980 is de accommodatie van de club verhuisd naar sportpark Den Wielakker. In 2014 vierde AV Marvel het 50-jarig jubileum. 

## Accommodatie
De accommodatie van AV Marvel is gevestigd op sportpark Den Wielakker in Munsel, Boxtel. Het clubhuis heet De Markant. De club beschikt sinds december 2001 over een kunststofaccommodatie. In 2016 is deze na bijna 15 jaar vervangen.

## Evenementen
AV Marvel organiseert jaarlijks op tweede Paasdag de Paasloop en nog voor het begin van het nationale crossseizoen de Sparrenbosloop.

## Bekende (oud-)atleten
- Olaf van den Bergh
- René van der Donk
- Gerrie Timmermans

## Paasloop
De FAC Paasloop is een jaarlijkse hardloopwedstrijd georganiseerd door AV Marvel op Tweede Paasdag in Boxtel. In 2016 werd de 40e editie gehouden.
Het wedstrijdparcours gaat vanaf de accommodatie van AV Marvel door de woonwijk Munsel en terug. Voor wedstrijdlopers bestaat het parcours uit meerdere ronden en telt een totale afstand van 15 km. De start en finish bevinden zich op de kunststofbaan van AV Marvel. Sinds 2012 wordt er naast de Rabobank Paasloop ook een Kidsrun van ongeveer 1000 meter gehouden. In 2018 is het parcours drastisch vernieuwd en heeft de hoofdafstand een lengte van 10,5 km. In 2018 vervangt FAC Hypotheken de Rabobank als naamgever van het evenement.

### Winnaars
| Jaar  | Editie | Snelste Man           | Tijd  | Snelste Vrouw        | Tijd    | Referentie |
| ----- | ------ | --------------------- | ----- | -------------------- | ------- | ---------- |
| 2019* | 43     | Hichame Frej          | 37.26 | Renee Sijbesma       | 40.04   | [ 4 ]      |
| 2018* | 42     | Koos Verweij          | 35.07 | Janny Maas           | 42.51   | [ 5 ]      |
| 2017  | 41     | Bram Verhagen         | 54.31 | Janny Maas           | 1:04.46 | [ 6 ]      |
| 2016  | 40     | Tony de Groot         | 54.50 | Rian van Helvoirt    | 1:08.32 | [ 7 ]      |
| 2015* | 39     | Tony de Groot         | 51.16 | Rian van Helvoirt    | 1:00.19 | [ 8 ]      |
| 2014  | 38     | Robert van den Heuvel | 53.53 | Rianne van der Burgt | 1:01.25 | [ 9 ]      |
| 2013  | 37     | Koos Verweij          | 51.39 | Laura Huijbregts     | 1:04.56 | [ 10 ]     |
| 2012  | 36     | Sander Halin          | 53.12 | Nicole Loeve         | 1:03.47 | [ 11 ]     |
| 2011  | 35     | Koos Verweij          | 51.17 | Rian van Helvoirt    | 1:02.21 | [ 12 ]     |
| 2010  | 34     | Koos Verweij          | 50.40 | Kim Dillen           | 58.46   | [ 13 ]     |
| 2009  | 33     | Koos Verweij          | 50.26 | Inge van der Meulen  | 59.35   | [ 14 ]     |
| 2008  | 32     | Bernard te Boekhorst  | 49.46 | Tanja Neppelenbroek  | 1:02.25 | [ 15 ]     |
| 2007  | 31     | Rene van de Wijenberg | 51.17 | Sione Jongstra       | 58.28   | [ 16 ]     |
| 2006  | 30     | ONB                   | ---   | ONB                  | ---     | ---        |
| 2005  | 29     | Ad de Bruyn           | 50.40 | Rian van Helvoirt    | 1:00.22 | [ 17 ]     |
| 2004  | 28     | Mark van Liempd       | 51.08 | Rian van Helvoirt    | 1:01.21 | [ 18 ]     |
| 2003  | 27     | Koos Verweij          | 50.47 | Kirsten Frunt        | 1:01.06 | [ 19 ]     |
| 2002  | 26     | Koos Verweij          | 49.04 | Rian van Helvoirt    | 1:02.20 | [ 20 ]     |

- In 2015 was er een kleine verandering in het parcours waardoor er 14.475 meter gelopen is in plaats van 15 km.[21]
- In 2018 en 2019 is er op een vernieuwd parcours gelopen waarbij er slechts 10,5 km is afgelegd in plaats van de gebruikelijke 15 km.

### Meervoudige winnaars
| Aantal | Naam              | Geslacht | Jaar                                     |
| ------ | ----------------- | -------- | ---------------------------------------- |
| 7      | Koos Verweij      | Mannen   | 2002, 2003, 2009, 2010, 2011, 2013, 2018 |
| 6      | Rian van Helvoirt | Vrouwen  | 2002, 2004, 2005, 2011, 2015, 2016       |
| 2      | Tony de Groot     | Mannen   | 2015, 2016                               |
| 2      | Janny Maas        | Vrouwen  | 2017, 2018                               |

### Parcoursrecord
| Geslacht | Naam           | Tijd  | Editie | Jaar |
| -------- | -------------- | ----- | ------ | ---- |
| Mannen   | Koos Verweij   | 49.04 | 26     | 2002 |
| Vrouwen  | Sione Jongstra | 58.28 | 31     | 2007 |